# Beno Eckmann
Pour les articles homonymes, voir Eckmann.
Beno Eckmann, né le 31 mars 1917 à Berne et mort le 25 novembre 2008 à Zurich, est un mathématicien suisse.

## Biographie

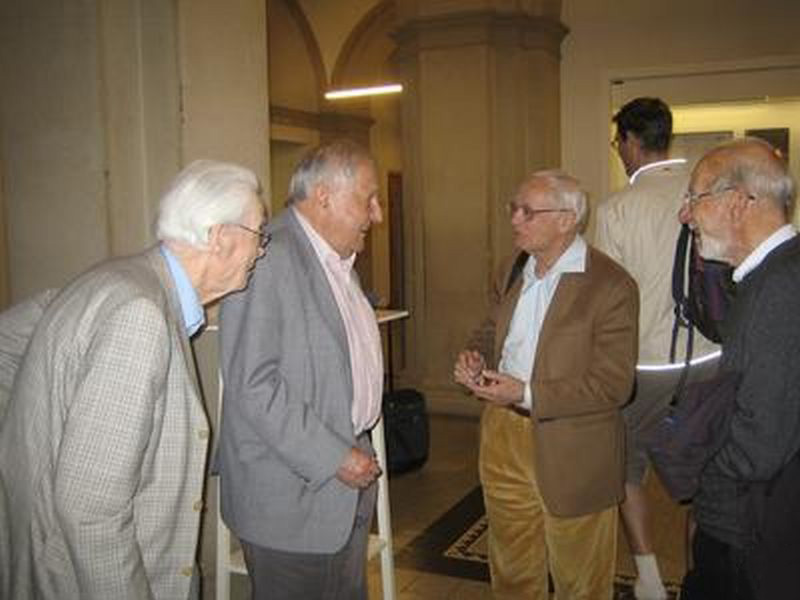
de gauche à droite: Beno Eckmann, Peter Hilton, Jean-Pierre Serre, et André Haefliger en 2007

Né à Berne, Eckmann obtient sa maîtrise à l'École polytechnique fédérale de Zurich (ETH) en 1939. Plus tard, il étudie sous la direction de Heinz Hopf, et obtient son doctorat en 1941.
De 1956 à 1961 il est secrétaire de l'Union mathématique internationale et de 1961 à 1962 président de la Société mathématique suisse, dont il est fait membre d'honneur en 1977. En 1962, il est conférencier invité au Congrès international des mathématiciens à Stockholm, avec une conférence intitulée « Homotopy and Cohomology Theory ».
Il fonde l'Institut pour la recherche en mathématiques en 1964 au sein de l'ETH. La même année, il dirige avec Albrecht Dold la nouvelle collection Lecture Notes in Mathematics. En 1968, il est rédacteur en chef avec Bartel Leendert van der Waerden des Grundlehren der mathematischen Wissenschaften.
Eckmann est lauréat en 2008 de la médaille Albert-Einstein. Il est membre de l'Academia Europaea et de l'Académie finlandaise des sciences.

## Hommages
Plusieurs objets mathématiques portent son nom :
- Variétés de Calabi–Eckmann (en),
- Dualité Eckmann–Hilton (en),
- Argument Eckmann–Hilton (en),
- Lemme d'Eckmann-Shapiro (en).

## Famille
Le chercheur en physique mathématique Jean-Pierre Eckmann (en) est le fils de Beno Eckmann.

## Publications
- « Georges de Rham 1903–1990 », Elemente der Mathematik, vol. 47, no 3,‎ 1992, p. 118-122